# Dino Zamparelli
Dino Zamparelli (ur. 5 października 1992 w Bristolu) – brytyjski kierowca wyścigowy. Syn Mike’a, byłego kierowcy motorowodnej Formuły 1 – F1 Powerboat Racing.

## Życiorys
Zamparelli karierę rozpoczął w roku 2000, od startów w kartingu. W 2007 roku zadebiutował w serii wyścigów samochodów jednomiejscowych – Mistrzostwach Juniorów Ginetta. W pierwszym sezonie startów Zamparelli uzyskał pulę ponad stu punktów, dzięki czemu zmagania zakończył na 13. miejscu (nie został sklasyfikowany w zimowym cyklu). W drugim zdominował rywalizację, będąc w piętnastu z dwudziestu czterech wyścigów na podium, z czego dziesięciokrotnie na najwyższym stopniu.
Pod koniec 2008 roku zadebiutował w Formule Renault, a konkretnie w jej portugalsko-zimowym cyklu. Zdobywszy skromne dwa punkty, rywalizację ukończył na odległej 25. pozycji. W kolejnym sezonie brał udział w Brytyjskiej Formule Renault BARC. Będąc dziewięciokrotnie w pierwszej trójce (trzykrotnie zwyciężył oraz sięgnął po pierwsze pole startowe, w tym dwukrotnie na torze Donington Park), Zamparelli zmagania zakończył na 3. lokacie. Pod koniec roku ponownie wystartował w zimowej edycji – tym razem w jej brytyjskim odpowiedniku. Punktując we wszystkich czterech startach, sklasyfikowany został na 6. miejscu. Warto odnotować, iż w ostatnich dwóch sezonach startował z włoską licencją.
Na skutek problemów finansowych, Zamparelli zaliczył udział w zaledwie dwóch rundach. W kwietniu wystąpił w inauguracyjnej eliminacji Włoskiej Formuły 3 (w Misano), natomiast w październiku w kończącej sezon Brytyjskiej Formule Renault BARC (na torze Truxton). W pierwszej z nich był daleki od zdobyczy punktowej (dwukrotnie dwudziesta lokata), natomiast w drugiej uplasował się na wysokiej szóstej i czwartej pozycji, dzięki czemu w końcowej klasyfikacji zajął 18. lokatę.
W sezonie 2011 Zamparelli po raz drugi wystartował w pełnym wymiarze, w brytyjskiej serii ze stowarzyszenia BARC. Brytyjczyk zanotował znakomity powrót, sięgając po tytuł mistrzowski. W ciągu dwunastu wyścigów, Zamparelli ośmiokrotnie stanął na podium, z czego czterokrotnie na najwyższym stopniu (zdominował rywalizację w Truxton). Poza tym aż siedmiokrotnie sięgał po pole position oraz czterokrotnie ustanowił najlepszy czas okrążenia.
W 2012 roku Brytyjczyk zadebiutował w Formule 2. Zamparelli dwukrotnie stanął na podium, plasując się na trzeciej lokacie podczas startów na torze w Wielkiej Brytanii oraz na Węgrzech. Zdobyte punkty sklasyfikowały go na 8. miejscu
W sezonie 2013 startował w serii GP3 z zespołem Marussia Manor Racing. W ciągu piętnastu wyścigów, w których wystartował, ani raz nie zdołał stanąć na podium. Z dorobkiem trzynastu punktów został sklasyfikowany na osiemnastej pozycji w klasyfikacji generalnej.
Na sezon 2014 Brytyjczyk podpisał kontrakt z francuską ekipą ART Grand Prix. Wystartował łącznie w osiemnastu wyścigach, spośród których sześciokrotnie stawał na podium. Był drugi w wyścigach w Niemczech, Budapeszcie, Belgii i we Włoszech Uzbierał łącznie 126 punktów, które zapewniły mu siódme miejsce w końcowej klasyfikacji kierowców.

## Wyniki

### GP3
| Legenda oznaczeń w tabelach wyników Wyświetl szablon na nowej stronie | Legenda oznaczeń w tabelach wyników Wyświetl szablon na nowej stronie                                                                     |
| Oznaczenie                                                            | Wyjaśnienie |
| --------------------------------------------------------------------- | --- |
| Złoty                                                                 | Zwycięzca lub mistrzostwo |
| Srebrny                                                               | 2. miejsce lub wicemistrzostwo |
| Brązowy                                                               | 3. miejsce lub II wicemistrzostwo |
| Zielony                                                               | Ukończył, punktował (w klasyfikacji generalnej, gdy zdobył co najmniej jeden punkt na przestrzeni sezonu, poza trzema powyższymi opcjami) |
| Niebieski                                                             | Ukończył, nie punktował (w klasyfikacji generalnej, gdy nie zdobył co najmniej jednego punktu na przestrzeni sezonu)                      |
| Czerwony                                                              | Nie zakwalifikował się (NZ) |
| Czerwony                                                              | Nie prekwalifikował się (NPK) |
| Różowy                                                                | Nie ukończył (NU) |
| Różowy                                                                | Niesklasyfikowany (NS) (w klasyfikacji generalnej, gdy nie został sklasyfikowany w żadnym wyścigu sezonu)                                 |
| Czarny                                                                | Zdyskwalifikowany (DK) |
| Czarny                                                                | Wykluczony (WYK/EX) |
| Biały                                                                 | Nie wystartował (NW) |
| Biały                                                                 | Kontuzjowany (K/INJ) |
| Biały                                                                 | Wyścig odwołany (OD/C) |
| Bez koloru                                                            | Został wycofany (WYC/WD) |
| Bez koloru                                                            | Nie przybył (NP/DNA) |
| Bez koloru                                                            | Nie brał udziału w treningach (NT/DNP) |
| Bez koloru                                                            | Nie został zgłoszony (–) |
| Pogrubienie                                                           | Start z pole position |
| Kursywa                                                               | Najszybsze okrążenie wyścigu |
| †                                                                     | Nie ukończył, ale jego rezultat został zaliczony ze względu na przejechanie więcej niż 90% dystansu wyścigu.                              |
| *                                                                     | Sezon w trakcie |
| 1/2/3                                                                 | Punktowana pozycja w sprincie kwalifikacyjnym                                                                                             |
| Lista systemów punktacji Formuły 1                                    | |

| Rok  | Zespół                | Wyniki w poszczególnych eliminacjach | Wyniki w poszczególnych eliminacjach | Wyniki w poszczególnych eliminacjach | Wyniki w poszczególnych eliminacjach | Wyniki w poszczególnych eliminacjach | Wyniki w poszczególnych eliminacjach | Wyniki w poszczególnych eliminacjach | Wyniki w poszczególnych eliminacjach | Wyniki w poszczególnych eliminacjach | Wyniki w poszczególnych eliminacjach | Wyniki w poszczególnych eliminacjach | Wyniki w poszczególnych eliminacjach | Wyniki w poszczególnych eliminacjach | Wyniki w poszczególnych eliminacjach | Wyniki w poszczególnych eliminacjach | Wyniki w poszczególnych eliminacjach | Wyniki w poszczególnych eliminacjach | Wyniki w poszczególnych eliminacjach | Punkty | Pozycja |
| ---- | --------------------- | ------------------------------------ | ------------------------------------ | ------------------------------------ | ------------------------------------ | ------------------------------------ | ------------------------------------ | ------------------------------------ | ------------------------------------ | ------------------------------------ | ------------------------------------ | ------------------------------------ | ------------------------------------ | ------------------------------------ | ------------------------------------ | ------------------------------------ | ------------------------------------ | ------------------------------------ | ------------------------------------ | ------ | ------- |
| 2013 | Marussia Manor Racing | ESP                                  | ESP                                  | VAL                                  | VAL                                  | GBR                                  | GBR                                  | DEU                                  | DEU                                  | HUN                                  | HUN                                  | BEL                                  | BEL                                  | ITA                                  | ITA                                  | ARE                                  | ARE                                  |                                      |                                      | 13     | 18      |
| 2013 | Marussia Manor Racing | NU                                   | 15                                   | 9                                    | 10                                   | 10                                   | NU                                   | 9                                    | 7                                    | 12                                   | 20                                   | 10                                   | 7                                    | NU                                   | EX                                   | 9                                    | 8                                    |                                      |                                      | 13     | 18      |
| 2014 | ART Grand Prix        | ESP                                  | ESP                                  | AUT                                  | AUT                                  | GBR                                  | GBR                                  | DEU                                  | DEU                                  | HUN                                  | HUN                                  | BEL                                  | BEL                                  | ITA                                  | ITA                                  | RUS                                  | RUS                                  | ARE                                  | ARE                                  | 126    | 7       |
| 2014 | ART Grand Prix        | 6                                    | 3                                    | 15                                   | 8                                    | 8                                    | 7                                    | 6                                    | 2                                    | 8                                    | 2                                    | 2                                    | 7                                    | 2                                    | 9                                    | 18                                   | 13                                   | 3                                    | 4                                    | 126    | 7       |

### Podsumowanie
| Sezon | Seria                                        | Zespół                | Wyścigi | Zwycięstwa | PP | NO | Podium | Punkty | Pozycja |
| ----- | -------------------------------------------- | --------------------- | ------- | ---------- | -- | -- | ------ | ------ | ------- |
| 2007  | Mistrzostwa Juniorów Ginetta                 | Muzz Race             | 9       | 0          | 0  | 0  | 0      | 115    | 13      |
| 2007  | Mistrzostwa Juniorów Ginetta (edycja zimowa) |                       | 3       | 0          | 0  | 0  | 0      | 0      | NS      |
| 2008  | Mistrzostwa Juniorów Ginetta                 | Muzz Racing           | 24      | 10         | 8  | 9  | 15     | 611    | 1       |
| 2008  | Portugalska Formuła Renault (edycja zimowa)  | Fortec Motorsport     | 4       | 0          | 0  | 0  | 0      | 2      | 25      |
| 2009  | Brytyjska Formuła Renault BARC               | Reon Motorsport       | 13      | 3          | 3  | 1  | 9      | 286    | 3       |
| 2009  | Brytyjska Formuła Renault (edycja zimowa)    | Fortec Motorsport     | 4       | 0          | 0  | 0  | 0      | 70     | 6       |
| 2010  | Włoska Formuła 3                             | Corbetta Competizioni | 2       | 0          | 0  | 0  | 0      | 0      | 41      |
| 2010  | Brytyjska Formuła Renault BARC               | Antel Motorsport      | 2       | 0          | 0  | 0  | 0      | 40     | 18      |
| 2011  | Brytyjska Formuła Renault BARC               | Antel Motorsport      | 11      | 4          | 6  | 5  | 8      | 295    | 1       |
| 2012  | Formuła 2                                    | Motorsport Vision     | 16      | 0          | 0  | 0  | 0      | 106,5  | 8       |
| 2013  | Seria GP3                                    | Marussia Manor Racing | 15      | 0          | 0  | 0  | 0      | 13     | 18      |
| 2014  | Seria GP3                                    | ART Grand Prix        | 18      | 0          | 0  | 1  | 6      | 126    | 7       |
| 2014  | Niemiecka Formuła 3                          | ADM Motorsport        | 3       | 0          | 0  | 0  | 0      | 0      | NS†     |

† – Zamparelli nie był zaliczany do klasyfikacji.